# Ignacy Schiper

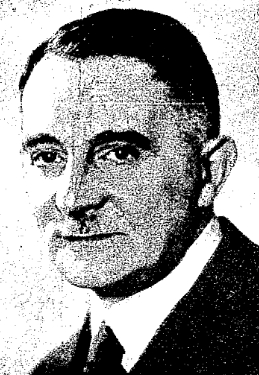
Ignacy Schiper

Ignacy Schiper (Yitzhak, Ignaz Schipper) (* 9. November 1884 in Tarnów, Österreich-Ungarn; † 1943) war ein polnischer Historiker.
Er studierte in Krakau und Wien und erwarb einen Doktorgrad der Jurisprudenz.
Schiper war involviert in der Poalei Zion und diente 1919–1922 als ihr polnischer Repräsentant. Dann brach er mit der marxistischen Doktrin und schloss sich den Allgemeinen Zionisten an. Am 1927 in Warschau gegründeten Institut für jüdische Studien (YIVO) hielt er Vorträge zur jüdischen Wirtschaftsgeschichte.
Beim Aufstand im Warschauer Getto wurde er nach Majdanek deportiert, wo er infolge von Entkräftung starb.

## Schriften
- Anfänge des Kapitalismus bei den abendländischen Juden im früheren Mittelalter (bis zum Ausgang des 12. Jahrhunderts); (Diss.) 1907[2]
- Beitrag in: HEIMKEHR. Essays jüdischer Denker; Hrsg. vom Jued.-Nat. Akad. Verein „Emunah“ Czernowitz; 1912
- Die galizische Judenschaft in den Jahren 1772–1848 in wirtschaftsstatistischer Bedeutung; In: Neue jüdische Monatshefte, 2 (1917/1918), Heft 9/10 (10. Februar 1918, S. 223–233)
- Jidiše gešichte: Wirtšaftsgešichte; 1930
- Studya nad stosunkami gospodarczymi żydów w Polsce podczas średniowiecza (Wirtschaftsgeschichte der Juden im mittelalterlichen Polen); 1911 (1926 übersetzt in Jiddisch als Di virtshafts-geshikhte fun di yidn in poyln beysn mitlalter)
- Dzieje handlu żydowskiego na ziemiach polskich (Geschichte des jüdischen Handels im polnischen Territorium); 1937
- Der jüdische Kapitalismus; (zur Sombart-Brentano-Kontroverse), In: Der Jude [1916–1928], 2 (1917/1918), Heft 1/2, S. 130–137 (Online)
- Beiträge zur Geschichte der partiellen Judentage in Polen um die Wende des XVII. u. XVIII. Jahrhunderts bis zur Auflösung des jüdischen Parlamentarismus (1764); In: Monatsschrift für Geschichte und Wissenschaft des Judentums, 56 (1912/1912), Heft 6 (1912, S. 736–744); Heft 5 (1912, S. 602–611); Heft 4 (1912, S. 458–477)